# 哈萨克国际通讯社
，简称哈通社，是哈萨克斯坦的国家通讯社和世界性通讯社。哈通社总部位于首都阿斯塔纳，并在阿拉木图设有分社。该通讯社主要聚焦本国以及歐亞大陸的新闻。
哈通社创立于1920年，前身为俄罗斯电讯社驻奥伦堡分社。哈通社新闻使用哈萨克文、俄罗斯文、英文、中文、乌兹别克文发布，并为海外哈萨克族同胞设立了以旧体哈萨克文传播新闻的版面。在中亚国家中，哈通社是首个开设中文网站的媒体。